# Livros do Brasil
Livros do Brasil este o editură de carte portugheză, fondată în 1944 de António Augusto de Souza-Pinto. Scopul creării sale a fost tipărirea nu doar a operelor celor mai mari autori ai literaturii braziliene, ci și a operelor altor autori ale căror cărți nu fuseseră încă publicate în Portugalia, dar erau deja disponibile în Brazilia.
În ianuarie 2015 s-a anunțat că Livros do Brasil a fost achiziționată de grupul editorial portughez Porto Editora.

## Colecții
Editura a publicat numeroase colecții, printre care se numără colecția Vampiro care reunește, în peste 680 de titluri, pe cei mai mari autori de literatură polițistă.
- Argonauta (literatură științifico-fantastică în format de buzunar)
- Argonauta Gigante (opere selectate ale autorilor de ficțiune științifică)
- Autores de sempre (literatură universală care include operele cele mai reprezentative ale unor diferiți autori)
- Colecção Triângulo (teatru, eseu, poezie)
- Dicionários
- Dois Mundos (literatură universală)
- Eça de Queiroz (literatură portugheză)
- Edições Especiais Ilustradas (opere literare selectate, ilustrate de ilustratori portughezi)
- Em Causa (literatură pentru tineret)
- Enciclopédia LBL (literatură științifică)
- Experimenta (literatură pentru copii)
- Explicado A (literatura pentru tineret)
- Gestão e Empresas (afaceri și economie)
- Júlio Verne (literatură)
- Livros do Brasil (literatură braziliană)
- Miniatura - serie nouă
- Miniatura (literatură în format de buzunar)
- Mundo Ibérico (studii asupra Portugaliei, Spaniei și fostelor colonii ale acestor țări)
- O Despertar Dos Mágicos (opere cu conținut supranatural)
- O Jardim das Tormentas (opere de literatură erotică)
- Os Grandes Processos da História (episoade judiciare din trecut)
- Pro/Contra (teme de actualitate în care cititorul are rolul de judecător)
- Saúde e Vida (sănătate)
- Sexologia e Erótica (sexologie și literatură erotică)
- Suores Frios (literatură de suspans)
- Vampiro (literatură polițistă diversificată în ediții de buzunar)
- Vampiro Gigante (opere selectate ale unor autori de romane polițiste)
- Vida e Aventura (romane de aventură, de război, de spionaj, romantice, gotice, istorice)
- Vida e Cultura (eseuri, documente, biografii)
- Vida Quotidiana (opere cucaracter istoric)
- Vidas Célebres (biografii ale unor mari muzicieni, pictori, poeți)

## Legături externe
- Site web oficial